# Bofors Carl Gustaf
Bofors Carl Gustaf AB é uma firma de armamentos sueca, agora propriedade da Bofors.

## História
Carl Gustafs Stads Gevärsfaktori ("Fábrica de Rifle da cidade de Carl Gustaf") foi fundado em 1812 como um arsenal estatal. O nome da cidade de Carl Gustaf era um nome usado intermitentemente para a cidade Eskilstuna depois que o rei Karl X Gustav deu a cidade privilégios.
Junto com Husqvarna Carl Gustafs Stads Gevärsfaktori forneceu o exército sueco com armas pequenas para quase dois séculos. Houve dois desenhos estrangeiros, tais como o 12.17 mm Rolling Block e os fuzis 6.5 mm Mauser, e design doméstico tais como o Ag m/42 SLR e o SMG Kpist m/45.
Além disso, Bofors Carl Gustaf produziu uma série de outras armas, como o fuzil antitanque Carl Gustav m/42 20 mm, o canhão automático m/45 20 mm e o famoso Carl Gustav recoilless rifle 84 mm, ainda é uma das mais comuns armas antitanque no mundo.
O NIVA XM1970 foi uma combinação do Fuzil de Assalto / Lançador RPG concebido pelo que era o então FFV-Carl Gustaf (parte FFV propriedade do governo ou Försvarets Fabriksverk) durante o início da década de 1970. Não conseguiu atrair compradores e foi abandonado.
Entre 1943 e 1991 a fábrica era administrada por uma agência estatal denominada FFV, e todo o complexo era muitas vezes referido como FFV-Carl Gustaf.
Em 1970 Husqvarna vendeu a divisão de armas pequenas à FFV. Carl Gustaf continua a fabricar os fuzis de caça Husqvarna 1900 e também os desenvolveu para a série 2000.
Hoje eles construíram o padrão da arma do exército sueco, o AK5 (a.k.a. CGA5) fuzil de assalto. O AK5 é uma versão modificada da carabina Fabrique Nationale 5.56 mm (FN FNC) produzido com um stock dobradiço e uma opção para montar a mira SUSAT para o britânico SA80.